# Mahaut River (Karibisches Meer)
Der Mahaut River ist ein Fluss an der Westküste von Dominica im Parish Saint Paul.

## Geographie
Der Mahaut River entspringt an einem westlichen Ausläufer des zentralen Plateaus um Morne Trois Pitons (Morne Boyer) aus demselben Grundwasserleiter wie der River les Pointes. Er verläuft nach Westen (Curry's Rest Estate, Belmont Estate) und mündet in Mahaut in das Karibische Meer.
Nach Norden schließt sich das Einzugsgebiet der Ravine S'abricots an und im Unterlauf verläuft er parallel zur kurzen Belle Ravine im Süden.